# Paravima quirozi
Paravima quirozi is een hooiwagen uit de familie Agoristenidae.. De originele naamcombinatie (protoniem) was Vima quirozi González-Sponga, 1981.
Een volgende naamrecombinatie werd gepubliceerd als Trinella quirozi (González-Sponga, 1981) of Avima quirozi (González-Sponga, 1981), maar vervolgens gewijzigd.